# Bảo tàng Vodka Ba Lan
Bảo tàng Vodka Ba Lan (tiếng Ba Lan: Muzeum Polskiej Wódki) là một bảo tàng nằm trong nơi trước đây từng là khu phức hợp Nhà máy Vodka Warsaw "Koneser", tọa lạc tại số 1 Quảng trường Koneser, quận Praga-Północ, Warsaw, Ba Lan. Phương châm hoạt động của Bảo tàng là giới thiệu hơn 600 năm lịch sử và truyền thống sản xuất rượu vodka ở Ba Lan.

## Lịch sử
Bảo tàng Vodka Ba Lan bắt đầu mở cửa đón khách tham quan vào ngày 12 tháng 6 năm 2018. Đây là một trong hai bảo tàng ở Warsaw về loại này (bảo tàng còn lại là Bảo tàng Vodka).
Thiết kế kiến trúc của Bảo tàng Vodka Ba Lan được chọn vào tháng 11 năm 2014 trong một cuộc thi. Triển lãm đa phương tiện trong Bảo tàng do Mirosław Nizio thiết kế. Andrzej Pągowski là người sáng tạo logo của Bảo tàng.

## Triển lãm
Bảo tàng Vodka Ba Lan có năm phòng trưng bày giới thiệu sự phát triển của các phương pháp sản xuất rượu qua nhiều thế kỷ (từ thế kỷ 15 đến ngày nay), các phương pháp sản xuất hiện đại, bộ sưu tập chai để đựng vodka, và các nội dung khác.
Giá vé vào Bảo tàng Vodka Ba Lan cũng bao gồm một phiếu thưởng thức rượu vodka Ba Lan.

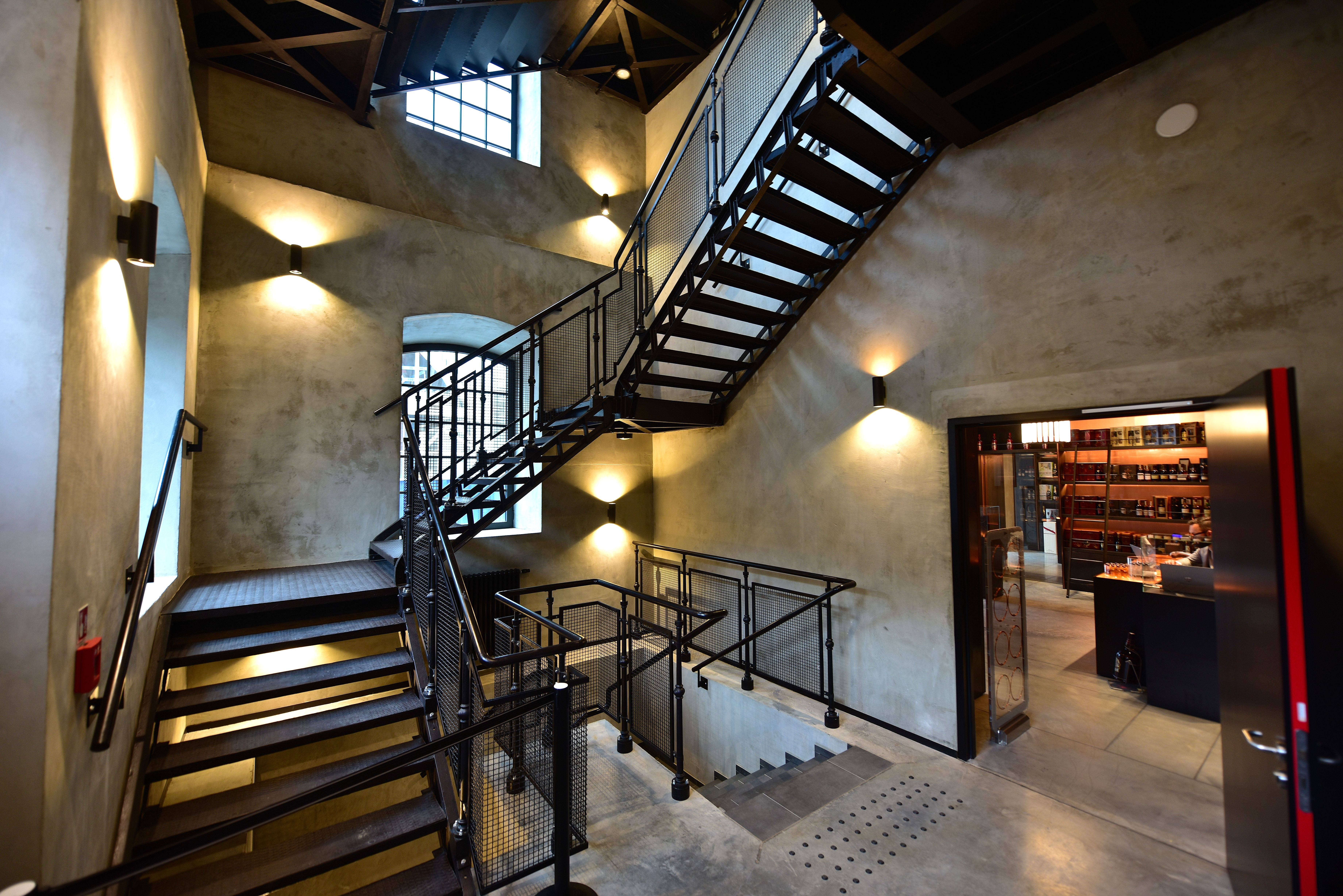
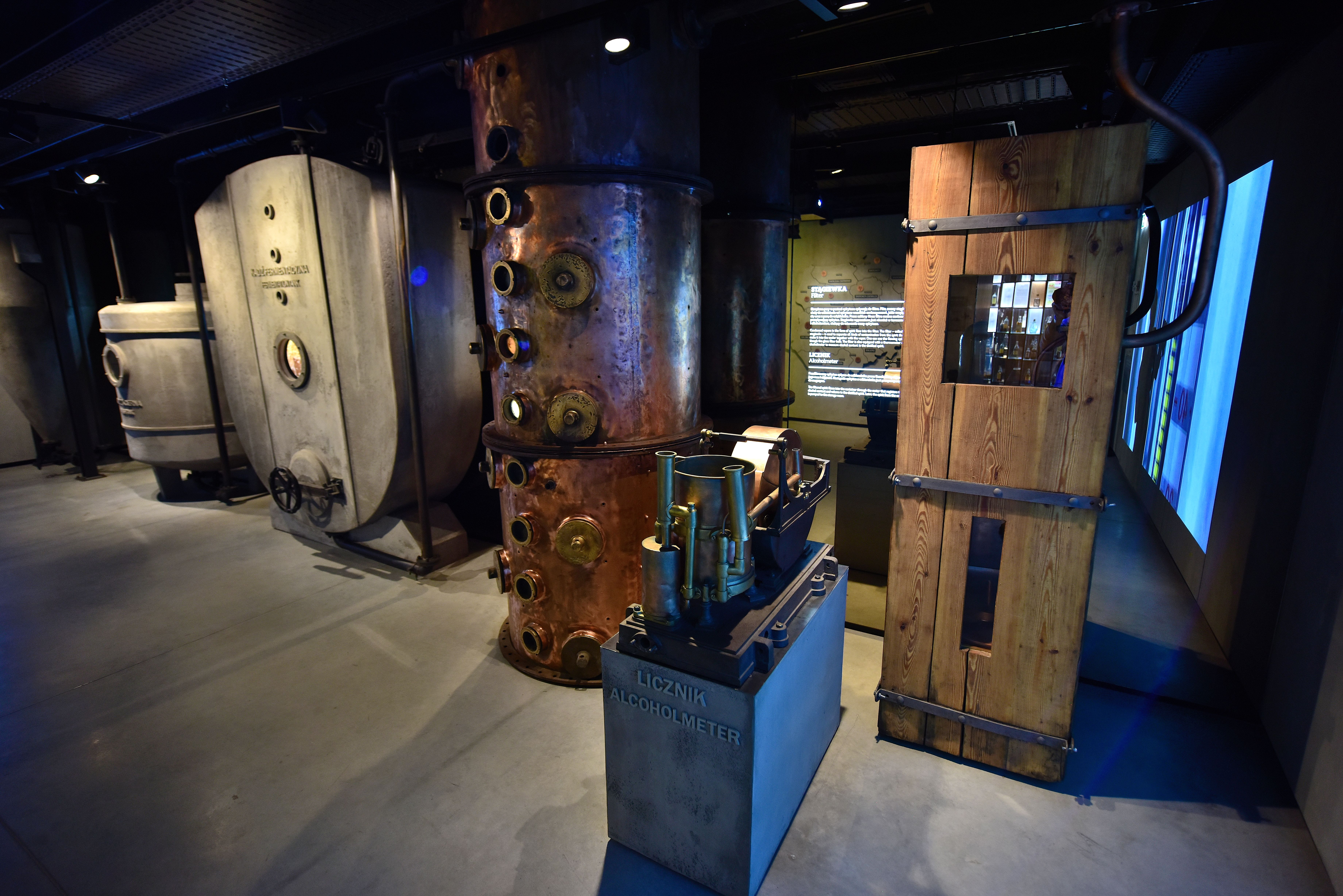
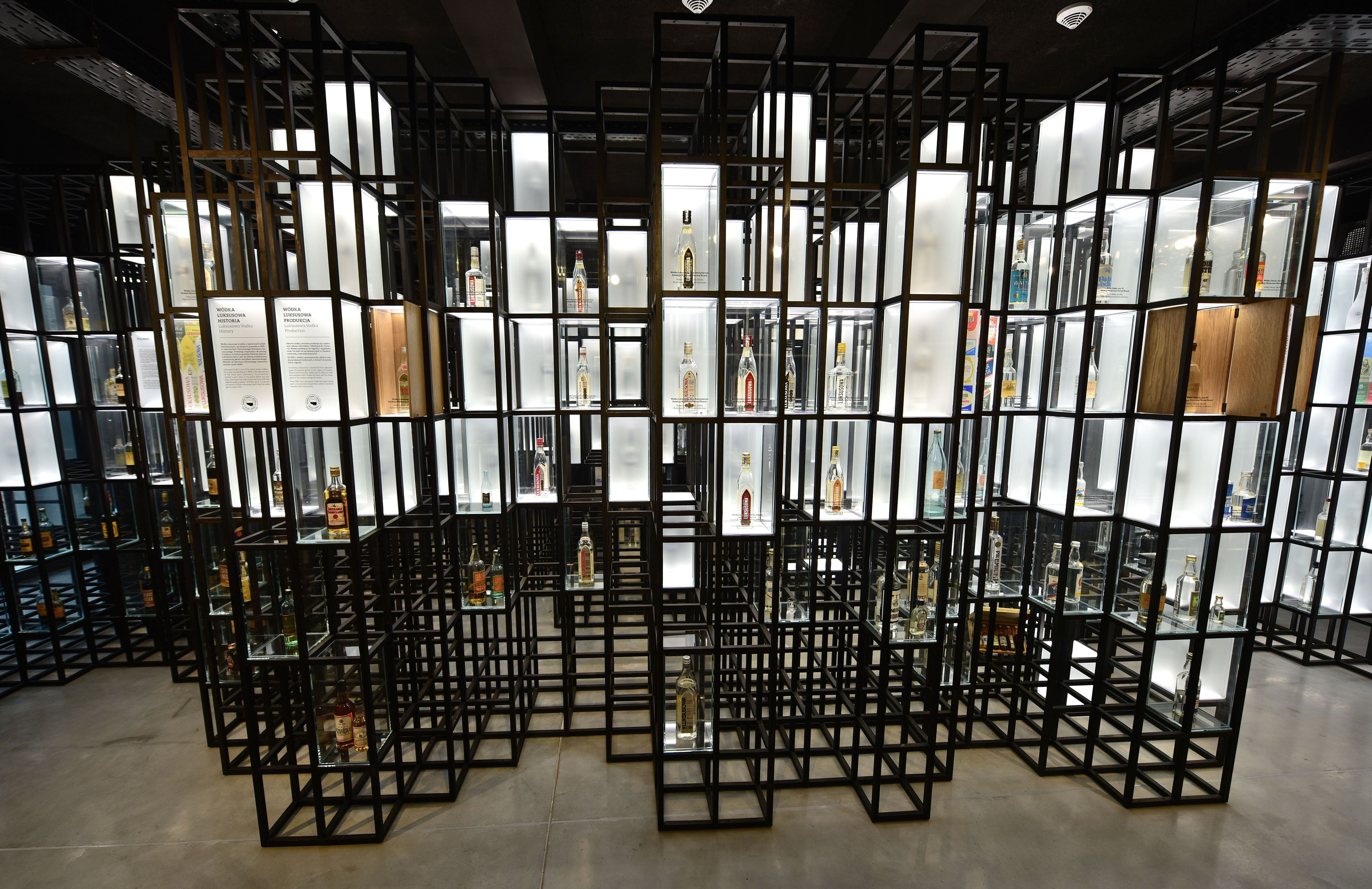